# Alexander de Hungaria
Alexander de Hungaria (n.?, 1260,?-d.?, după 1311, ?) a fost un călugăr maghiar din ordinul augustin, autor de scrieri teologice în limba latină.